# Biohemijska kaskada
Biohemijska kaskada je serija hemijskih reakcija u kojima se produkti jedne reakcije konzumiraju u sledećoj reakciji. Postoji nekoliko važnih biohemijskih kaskadnih reakcija u biohemiji, što obuhvata enzimske kaskade, kao što su koagulaciona kaskada i sistem komplementa. Kaskade prenos signala koje ultimatno omogućavaju električnim potencijalima da prenose kroz nerve do mozga, gde se oni interpretiraju kao signali u procesima kao što su vid i miris.

## Literatura
- Janeway CA Jr.; P, Travers; M, Walport; MJ, Shlomchik (2001). Immunobiology. (5th изд.). Garland Publishing. ISBN 978-0-8153-3642-6. (via NCBI Bookshelf).

## Spoljašnje veze
- - prenos signala kod ljudi
- Transdukcija signala - Virtualna biblioteka biohemije i ćelijske biologije